# Gömstället (film, 1995)
Gömstället (engelska: Hideaway) är en amerikansk film från 1995, regisserad av Brett Leonard. Den bygger på romanen med samma namn av Dean Koontz.

## Handling
En man som råkar ut för en bilolycka och hamnar i koma. När han tillfrisknar ser han vad en seriemördare ser. Synerna är fruktansvärda och fortsätter om inte något görs. Det hela slutar med att hans tonåriga dotter dras in.

## Mottagande
Filmen fick negativ kritik från filmkritiker. Webbplatsen Rotten Tomatoes, som samlar recensioner från olika kritiker, rapporterade 2 positiva recensioner av 11, dvs 18%. Roger Ebert var övervägande positiv till filmen och gav den tre stjärnor av fyra.
Filmens biljettintäkter var drygt $12,2 miljoner i USA.
Koontz själv ska ha hatat filmen så mycket att han försökt tvinga filmbolaget att ta bort hans namn från filmen.

## Rollista (urval)
- Jeff Goldblum
- Christine Lahti
- Alicia Silverstone
- Jeremy Sisto
- Alfred Molina
- Rae Dawn Chong
- Kenneth Welsh